# Crate 'n Burial
Crate 'n Burial is de derde aflevering van de Amerikaanse dramaserie CSI: Crime Scene Investigation welke is gelokaliseerd in Las Vegas, Nevada.

## Plot
Laura Garas is ontvoerd en levend begraven. Er is losgeld voor haar geëist. Bij het huis van Garas vertelt Brass het slechte nieuws aan Laura's echtgenoot Jack, terwijl Grissom en Nick de voice-recorder analyseren op bewijs. Ze horen op het bandje een korte stilte en een laagfrequent gezoem. Ze speculeren dat ze ergens in de woestijn begraven ligt bij een hoogspanningsmast. Sara onderzoekt het huis en vindt sporen van een worsteling. Als Grissom haar komt vergezellen, vindt hij aarde op het kleed in de slaapkamer en buiten een zakdoek met halothaan.
De analyse van de aarde toont sporen van goud en Cyanide. Een combinatie daarvan komt meestal voor in een goudmijn.
Wanneer Grissom en Sara de woestijn met een infrarode camera afspeuren vinden ze een lichtgevende plek van een mens onder de grond. Ze blijven graven totdat ze Laura hebben opgegraven.
Brass probeert Jack Garas te ontmoedigen om losgeld te betalen maar het wil niet lukken. Daarop besluiten ze om het toch te doen. Wanneer een jong iemand de tas pakt, komt de politie in beweging.
Als Grissom Laura verhoort, kan ze zich alleen herinneren dat er in de hal iets tegen haar mond werd geduwd. Ze kan zich niks over haar belager herinneren. Grissom vraagt om wat DNA om het te vergelijken met de ducttape waarmee haar het zwijgen is gelegd en met de auto van de man, Chip Rundle, Jack Garas personal trainer die de tas met geld pakte. Brass vertelt Rundle dat zijn vingerafdrukken op de kist zaten waar Laura in lag. Rundle verklaart dat hij Jack heeft geholpen met verplaatsen van kisten. Brass laat Rundle vrij, maar hij heeft het verhoor opgenomen om het te vergelijken met de voice-recorder.
Het Audio Lab komt erachter dat Rundles stem overeenkomt met de stem op de voice-recorder. Wanneer ze haren vinden op de passagiersstoel van Rundles auto vraagt Sara aan Grissom om de ontvoering na te bootsen. Ze merkt op dat de vezels van de rugleuning dezelfde zijn als die op de mouw van Laura, dat bewijst dat Laura alleen als een normale passagier heeft kunnen zitten. Een bloedtest wijst uit dat Laura nooit halothaan heeft ingeademd. De CSI's realiseren zich dat Laura een medeplichtige was van haar eigen ontvoering.
Laura ontkent voortdurend de relatie met Rundle. Sara zegt dat de ontvoering een deel van een plan was om Jacks erfenis op te eisen. Nick speelt een schoongemaakt stukje van de voicerecorder af waarop is te horen dat Laura Chip maant op te schieten. Als Laura gearresteerd wordt, vraagt de boze echtgenote waarom ze Rundle niet verraden heeft. Grissom gooit het op zelfbescherming: "Als ze op hem jaagt, jaagt ze op zichzelf".